# Julia Drusila (hija de Calígula)
Julia Drusila  (Roma, 4 de septiembre del 39-ibíd., 24 de enero del 41) fue la única hija del emperador romano Cayo Julio César Augusto Germánico (Calígula) con su cuarta y última esposa Milonia Cesonia.

## Biografía
Llamada como su tía, la hermana favorita de su padre, Julia Drusila, Julia nació no mucho después del matrimonio de sus padres, e incluso algunas fuentes sostienen que nació el mismo día del matrimonio.
Cesonia tenía ya tres hijos de matrimonios anteriores. Cuando nació Drusila, Calígula la llevó a un templo que albergaba figuras de diosas, y la dejó cerca de la estatua de Minerva, dando instrucciones a la diosa de que guardara e instruyera a su hija. Poco después de su nacimiento, Calígula hizo sembrar Roma con recipientes para donaciones con escritos como: «Bebida de Julia» o «Comida para Julia».
Los pocos datos que se tienen sobre Drusila provienen principalmente del De vita XII Caesarum de Suetonio, en el que se describe como una niña de naturaleza un tanto salvaje, lo que hace suponer que Calígula no la sometiera a ningún tipo de disciplina.
Suetonio cuenta que cuando fue suficientemente grande para empezar a jugar, a la niña le gustaba arañar la cara y los ojos de los otros niños y que, al tener conocimiento de este hecho, su padre habría comentado que tales comportamientos eran una demostración de que Julia Drusila no podía ser sino hija suya.
El 24 de enero del año 41 Calígula fue asesinado por la Guardia Pretoriana. Cesonia y Drusila le sobrevivieron solamente algunos minutos, ya que también fueron asesinadas por la guardia dirigida por Casio Querea. Según el relato de Suetonio, la niña habría muerto al estrellarle la cabeza contra un muro.